# Сатледж
Сатледж, в нижній течії Панджнад (пенджаб. ਸਤਲੁਜ, санскр. शतद्रु або सुतुद्री, урду ستلج, гінді सतलुज) — річка в Азії, найбільша притока Інду. Протікає територією Китаю, Індії і Пакистану. Виток — озеро Ракшастал на Тибетсбкому плато, на висоті 4752 м біля гори Кайлас і озера Манасаровар. Сатледж згадується у Ведах під назвою Сутудрі (Suṭudri IAST) або Сатадру (Shatadru IAST).

## Каскад ГЕС
На річці розташовано ГЕС Бхакра, ГЕС Анадпур-Сахіб I,  ГЕС Анадпур-Сахіб II, ГЕС Гангувал, ГЕС Котла, ГЕС Колдам та ін.